# Glenea canidia
Glenea canidia é uma espécie de escaravelho da família Cerambycidae. Foi descrita por James Thomson em 1865. É conhecida a sua existência na Malásia e Índia.